# Persona desaparecida

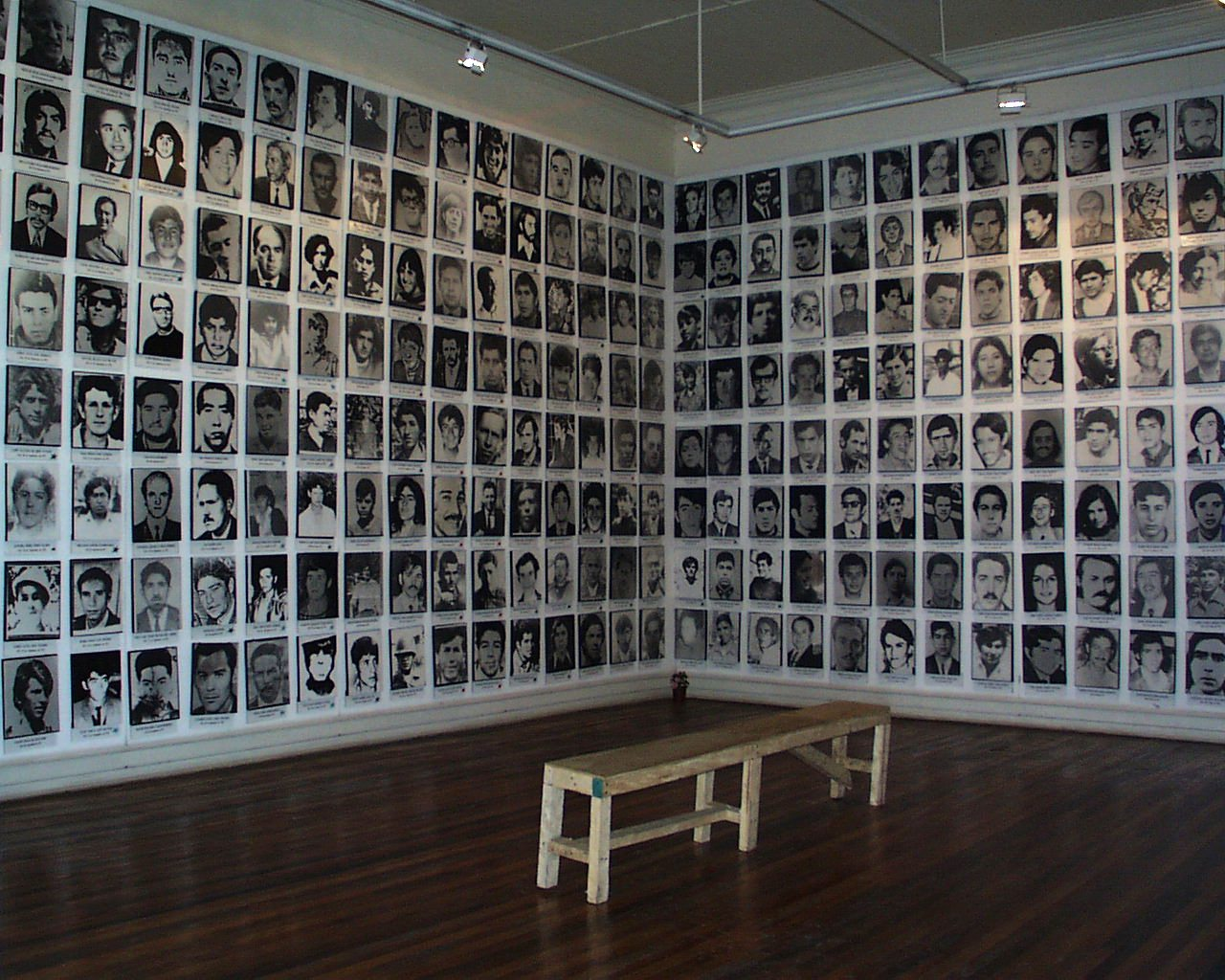
Fotografías y descripciones de personas desaparecidas tras el golpe de estado en Chile del 11 de septiembre de 1973.

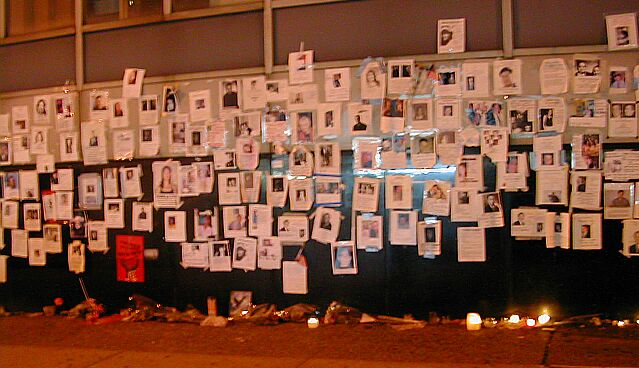
Fotografías, descripciones y datos de contacto de personas desaparecidas en los atentados del 11 de septiembre de 2001.

Se llama persona desaparecida a aquélla cuya localización se desconoce por alguna razón. Generalmente se relaciona con guerras, catástrofes, desplazamientos de refugiados, pero también se incluyen las personas que se han perdido, menores huidos o posibles víctimas de secuestros, casos de los que se ocupa la policía. En particular, se recoge en el término a las decenas de miles de víctimas de una desaparición forzada que se estima hay en la actualidad, lo que se conoce en América Latina como detenidos desaparecidos. Se trata de un problema social considerable, con diferente calado según los países. En Colombia, por ejemplo, se consideraba que en 2009 había aproximadamente 29.000 personas desaparecidas.
A veces, se distingue entre persona perdida y persona desaparecida. Así, se asocia la desaparición a la desaparición forzada, que tiene un marco legal más concreto, y se incluyen dentro de las personas perdidas, por ejemplo, a los soldados «perdidos en combate», de los que no se sabe si están muertos o han sido capturados por el enemigo, así como a aquellas personas perdidas en un paraje natural o atrapadas por escombros, en cuya localización generalmente participan equipos con perros de búsqueda y rescate.
Existen organizaciones oficiales dedicadas a la localización de personas perdidas o desaparecidas, como el Comité Internacional de la Cruz Roja en el caso de individuos desaparecidos en el transcurso de una guerra, o asociaciones particulares, como la de las Abuelas de Plaza de Mayo, destinada a la búsqueda de los niños que fueron objeto de desapariciones forzadas durante la última dictadura militar (1976-1983) en Argentina.
Hay multitud de sitios web dedicados a la localización de personas desaparecidas o a completar historias familiares o árboles genealógicos. En España, esta idea se hizo popular por el programa de televisión Quién sabe dónde, en los años 1990. El uso de Internet favoreció que se pusieran en marcha una multitud de sitios web especializados en la búsqueda de personas, y en particular de familiares perdidos. Algunos funcionan como servicio con ánimo de lucro, como Ancestry.com. El Movimiento Internacional de la Cruz Roja y de la Media Luna Roja ha puesto igualmente en servicio un sitio web que permite acceder a sus servicios de Restablecimiento del Contacto entre Familiares en todo el mundo (familylinks.icrc.org/es). Otros son puntos de encuentro entre particulares; las comunidades virtuales y los servicios de red social, aunque no estén especializados, también se usan con este fin.

En enero del 2023, en México, la Cámara de Diputados discutió una reforma al artículo 17 de la Constitución de ese país para incluir el derecho de toda persona a ser buscada y la obligación del Estado a que la búsqueda se lleve a cabo con la presunción de vida. De aprobarse dicha reforma, también se estipularía que el Estado proteja a las personas contra las desapariciones y que preserve su personalidad; que la búsqueda se realice aun cuando haya una investigación ministerial por un delito; si se localizan sin vida, que se identifiquen sus restos y que se entreguen de forma digna a sus familiares.